# ليت الشباب (فلم)
ليت الشباب فيلم مصري تم إنتاجه عام 1948، من تأليف هنري بركات وبديع خيري وإخراج حسن عبد الوهاب وبطولة رجاء عبده وسراج منير.

## قصة الفيلم
المهندس المجتهد المخلص في عمله عزمي أفندي (سراج منير) يعمل في أحد المصانع بصحراء السويس ويقيم في البوشية في منزل فوق الجبل مع صديقه بسيوني أفندي (عبد العزيز أحمد) وباجتهاده في عمله نال رضا رؤساءه وخصوصا علي باشا صادق (زكي إبراهيم) الثري صاحب المصانع الكثيرة. وفي يناير من عام 1923 أخذ عزمي أجازه من العمل واصطحب معه صديقه بسيوني ونزلوا إلى القاهرة حيث تعرفوا على المغنية محاسن (رجاء عبده) التي تشاجرت مع زكي أفندي (زكي الحرامي) مدير الصالة التي تعمل بها وتركت العمل لمرض والدتها، ساعدها عزمي وبسيوني على الوصول لمنزلها لتلحق بوالدتها التي توفيت فترك لها عزمي مبلغا من المال مع ام أمينة (عزيزة بدر) جارتها، وعادا للبوشية. علمت محاسن بما فعل عزمي، فقررت إن ترد له المبلغ على أقساط بعد أن شكرته، نزل عزمي مرة أخرى إلى القاهرة وقابل محاسن وقضى معها وصديقه أسبوعا تأججت فيه مشاعر الحب الجارف بينهما. وفي يناير من عام 1924 قرر عزمي ان يتزوج من محاسن ودعاها إلى للبوشية لإتمام الزواج، ولكن إتصل به علي باشا صاحب المصنع الذي كان على فراش المرض، ولقوة ثقته فيه عرض عليه ان يتولى إدارة كل ثروته مقابل ان يتزوج من إبنته هدى (فردوس حسن) الوريثة الوحيده، وتصبح كل الأملاك تحت يده بعد موته، وذلك لأنه لايطمئن على ابنته إلا معه. أخذ عزمي مهلة للتفكير وعانى من الصراع بين حبه وبين المال والجاه، وإنتصر المال في النهاية، حاول بسيوني أن يثنيه عن عزمه فلم يفلح، فقال له إن من يبيع حبه الوحيد بسهولة، لابد له من أن يبيع صديقه الوحيد بسهولة أيضاً، وقطع علاقته بعزمي. تزوج عزمي من هدى وانتقل للإقامة بالقاهرة حتى لقى حماه ربه وأصبح هو وزوجته المالكين لكل شئ، وأدار المصانع ونجح نجاحا كبيراً، واصبح باشا وانجب إبنه حسين (عماد حمدي) وإبنته ليلى (عزيزة حلمي). بينما أراد بسيوني أن يصلح خطأ صاحبه فتزوج من محاسن وأقاما في نفس المنزل فوق الجبل بالبوشيه، وانجب منها بنتا أسماها محاسن (رجاء عبده) على اسم أمها التي ماتت وتركت له بنتا تشبهها تماماً. تصادف أن شاهد الباشا محاسن الصغيره شبيهة أمها، وتحركت عاطفة الحب القديمة داخله، والتقى بصديقه القديم بسيوني في نفس المنزل، وصفى سوء التفاهم الماضي، وندم على ضياع حبه القديم، وأعاد الصداقة من جديد، ورأى الباشا في محاسن الإبنه محاسن الام، وأراد أن يعيد الماضي، فعين بسيوني أفندي سكرتيراً عاما، ومنحه شقة فخمة، وسيارة فارهه، وأغرق محاسن بالهدايا والفسح والسهر، وزاد كلام الناس وخاف حسين على والده، فذهب اليها ليمنعها من مقابلة والده فوقع في حبها، وأراد أن يتزوجها فاعترض الباشا لرغبته في أن يتزوجها هو، فقال بسيوني للباشا إن خطأك الماضي تريد ان تكرره مع ابنك اليوم، يا باشا لاتقف أمام الشباب، فقال الباشا ألا ليت الشباب يعود يوما فأخبره بما فعل المشيب.

## فريق العمل
إخراج: حسن عبد الوهاب
تأليف:
- هنري بركات
- بديع خيري

إنتاج: لوتس فيلم (آسيا وشركاها)
طاقم العمل:
- رجاء عبده
- سراج منير
- عبد العزيز أحمد
- عماد حمدي
- فردوس حسن
- زكي إبراهيم
- عزيزة حلمي
- رياض القصبجي
- زكي الحرامي
- عزيزة بدر

## روابط خارجية
- مقالات تستعمل روابط فنية بلا صلة مع ويكي بيانات